# W–3 Sokół
A W–3 Sokół lengyel többcélú könnyű helikopter, melyet a PZL-Świdnik fejlesztett ki az 1980-as évekre. 1979-ben repült először, sorozatgyártása 1985-ben kezdődött. A típusból több mint 150 darabot gyártottak.

## Típusváltozatok

### Polgári
- W–3 Sokół – alapváltozat
- W–3A Sokół – FAR–29 előírásoknak megfelelő módosított változat
- W–3AS Sokół
- W–3A2 Sokół
- W–3AM Sokół

### Katonai
- W–3T Sokół – katonai szállító helikopter
- W–3P Sokół – haditengerészeti szállító változat
- W–3S Sokół – VIP kivitelő katonai szállító helikopter
- 'W–3W / W–3WA Sokół – 23 mm-es kétcsövű gépágyúval és fegyverzetfelfüggesztő pontokkal ellátott felfegyverzett változat
- W–3R Sokół – mentő változat
- W–3RL Sokół – kutató-mentő helikopter
- W–3RM Anakonda – tengeri kutató-mentő helikopter
- W–3PSOT / W–3PPD Gipsówka – légi vezetési pont
- W–3RR Procjon – rádióelektronikai felderító változat
- W–3PL Głuszec – szárazföldi erők számára készült változat
- MSZB–6 Ataman – az ukrán Motor Szics vállalat által továbbfejlesztett és modernizált többcélú változat.[1]

## Alkalmazása

### Csehország

#### Cseh Légierő
Lengyelország és Csehország 1996-ban állapodott meg arról, hogy a Cseh Légierőben üzemeltetett 10 db MiG–29 vadászrepülőgépet átadják a Lengyel Légierőnek, cserébe Csehország 11 db új gyártású W–3A Sokół helikoptert kap. A Csehországnak szállított helikopterek mindegyikét 1996 második gyártották (gyártási számuk 37.07.09 és 37.07.19 közé esik). Az első cseh gépet 1996 októberében repülték be, majd ezen kezdődött meg a cseh személyzet kiképzése.
A Csehországnak szállított W–3A Sokół gépeken kisebb módosításokat végeztek. A vásárló kérésére Bendix/King avionikai berendezéseket építettek be. Speciális, a radarhullámok visszaverődését csökkentő, holland gyártmányú festékkel festették fel a háromszínű álcázó festést.
Az első három gép még 1996 októberében megérkezett Csehországba, a többit pedig 1997 januárjáig folyamatosan adták át. Prágában és Přerovban állomásozik négy-négy Sokół (egy utasszállító és három szállító kivitelű), a további három gép pedig a cseh légierő kutató-mentő feladatkörben alkalmazott Mi–2 helikoptereit váltotta le. Utóbbiak Plzeň mellett állomásoznak.